# Sottoammiraglio
Sottoammiraglio (talvolta scritto anche come sotto ammiraglio o sotto-ammiraglio) è un grado militare presente in varie marine militari di taluni Stati del mondo.

## Nel mondo

### Italia
In Italia venne istituito col d.lgt. 11 agosto 1918, n. 1193 e fu un grado del Corpo di stato maggiore della Regia Marina fino al 1923.
Il decreto luogotenenziale 1193/1918 aveva istituito un grado intermedio fra quello di capitano di vascello e quello di contrammiraglio, ovvero quello di sottoammiraglio per il Corpo di stato maggiore, e di brigadiere generale per i Corpi tecnici e logistici, da intendersi in vigore fino a sei mesi dopo la cessazione delle ostilità. I distintivi di grado vennero definiti dal foglio d'ordini del 5 settembre 1918. Con il Foglio d'ordini del 5 settembre 1918 furono istituiti i distintivi di grado per sottoammiragli che per gli ufficiali di vascello comprendeva sulle maniche al di sopra della greca, un tratto di gallone d'oro girato ad occhio, mentre per i brigadieri generali la sola greca. Il grado era assimilabile a quello di commodoro in vigore in altre marine.
Tali gradi vennero aboliti in seguito al regio decreto nº 2395 dell'11 novembre 1923 che riordinava i gradi della forza armata.

### Grecia
Nella Marina greca il grado di archiploiarchos (greco: αρχιπλοίαρχος) la cui traduzione è commodoro è omologo al grado di contrammiraglio della Marina Militare Italiana, al commodoro della Royal Navy e delle marine di tradizione anglosassone e al retroammiraglio metà inferiore della US Navy. 
Il grado di yponavarchos (greco: υποναύαρχος; letteralmente: sottoammiraglio) è omologo al grado di ammiraglio di divisione della Marina Militare Italiana, al retroammiraglio della Royal Navy e delle marine di tradizione anglosassone e al retroammiraglio metà superiore della US Navy.
I distintivi di grado degli ufficiali ammiragli della Marina greca adottati dal 1973 sono:
| Codice NATO                    | OF-9                                       | OF-8                                      | OF-7                                     | OF-6 |
| ------------------------------ | ------------------------------------------ | ----------------------------------------- | ---------------------------------------- | ---- |
| Grecia                         |                                            |                                           |                                          |      |
| ναύαρχος                       | αντιναύαρχος                               | υποναύαρχος                               | αρχιπλοίαρχος                            |      |
| navarchos navarco (ammiraglio) | antinavarchos antinavarco (viceammiraglio) | yponavarchos iponavarco (retroammiraglio) | archiploiarchos arciploiarco (commodoro) |      |

Distintivi di grado del Regno di Grecia
| Codice NATO                                          | OF-10                          | OF-9                                       | OF-8                                      | OF-7                                     | OF-6 |
| ---------------------------------------------------- | ------------------------------ | ------------------------------------------ | ----------------------------------------- | ---------------------------------------- | ---- |
| Grecia                                               |                                |                                            |                                           |                                          |      |
| αρχιναύαρχος                                         | ναύαρχος                       | αντιναύαρχος                               | υποναύαρχος                               | αρχιπλοίαρχος                            |      |
| archinavarchos arcinavarco (ammiraglio della flotta) | navarchos navarco (ammiraglio) | antinavarchos antinavarco (viceammiraglio) | yponavarchos iponavarco (retroammiraglio) | archiploiarchos arciploiarco (commodoro) |      |

### Fonti normative italiane
- Decreto luogotenenziale n. 1193 dell'11 agosto 1918
- Foglio d'ordini Marina del 5 settembre 1918
- Foglio d'ordini Marina del 7 settembre 1918
- Regio decreto legge 24 novembre 1919, n. 2330
- Allegato al Foglio d'ordini del 17 marzo 1922
- Regio decreto 11 gennaio 1923, n. 135
- Allegato al Foglio d'ordini n. 56 dell'8 marzo 1923
- Legge 31 maggio 1923 n. 1311